# Severská kombinace na Zimních olympijských hrách 1964
Severská kombinace na Zimních olympijských hrách 1964 probíhala v rakouském Seefeldu, střediskem her byl Innsbruck.

## Přehled medailí
| Pořadí | Země                           | Zlato | Stříbro | Bronz | Celkově |
| ------ | ------------------------------ | ----- | ------- | ----- | ------- |
| 1.     | Norsko (NOR)                   | 1     | 0       | 0     | 1       |
| 2.     | Sovětský svaz (URS)            | 0     | 1       | 0     | 1       |
| 2.     | Tým sjednoceného Německa (EUA) | 0     | 0       | 1     | 1       |
|        | Celkem                         | 1     | 1       | 1     | 3       |

## Medailisté

### Muži
| Disciplína              | Zlato                         | Výkon  | Stříbro                                | Výkon  | Bronz                                        | Výkon  |
| ----------------------- | ----------------------------- | ------ | -------------------------------------- | ------ | -------------------------------------------- | ------ |
| Jednotlivci (K95/15 km) | Tormod Knutsen · Norsko (NOR) | 469.28 | Nikolaj Kiseljov · Sovětský svaz (URS) | 453.04 | Georg Thoma · Tým sjednoceného Německa (EUA) | 452.88 |